# Constitución del Estado Carabobo
La Constitución del Estado Carabobo de 1991 es la ley fundamental del central Estado venezolano de Carabobo. Fue aprobada estando aún vigente la Constitución Nacional de 1961, por lo que su texto mantiene algunos formalismos propios de ese periodo. La Constitución del estado es una ley básica vigente en todo lo que no colide con lo establecido en la Constitución Nacional de 1999, que reconoce el derecho de los Estados a aprobar sus propias leyes y organizar sus propios poderes debido al carácter federal del Estado venezolano.

## Historia
La primera Constitución del Estado Carabobo data de 1869, Venezuela había quedado organizada en Estados tras la finalización de la Guerra Federal y las Entidades Federales a través de las Asambleas Legislativas empezaron a aprobar sus propias legislaciones. Desde entonces se aprobaron un total de 19 Constituciones estadales siendo la última la de 1953 que fue reformada en 1959, y la promulgada el 15 de julio de 1989.
El 7 de enero de 1991 la Asamblea Legislativa del Estado Carabobo aprobó una nueva Constitución Estatal que se mantiene vigente en la actualidad.
Sin embargo existen iniciativas tendientes a redactar una nueva Carta Magna del Estado totalmente adaptada a la Constitución de 1999, sin que hasta la fecha haya terminado de concretarse.

## Composición
Esta posee 118 artículos, 1 preámbulo, 9 títulos con sus respectivos capítulos y 1 disposición final. No posee disposiciones transitorias.

## Características
- Establece que el territorio del estado es el indicado en la ley político territorial del 28 de abril de 1856.[1]
- Establece que la Capital y asiento permanente de los Poderes públicos del estado es la ciudad de Valencia[1]
- Indica que los Diputados estatales poseen inmunidad parlamentaria en el ejercicio de sus funciones.
- Establece que el Parlamento del Estado es el encargado de aprobar el presupuesto del estado mediante una Ley estatal.[1]
- El gobernador queda obligado a promulgar las leyes que apruebe el Parlamento regional, pudiendo solo hacer observaciones o solicitar a la Corte Suprema (hoy Tribunal Supremo de Justicia) su nulidad por inconstitucionalidad.[1]
- El Gobernador se encarga de la administración y gobierno del Estado. Para asumir el poder el gobernador deberá prestar juramento ante el Parlamento regional, o en su defecto ante un juez de instancia superior del Estado.
- El Estado poseerá su propio gabinete regional y secretario general de Gobierno.[1]
- Establece que el estado posee su propio procurador nombrado por el gobernador con la autorización del Parlamento del estado.[1]
- Establece que el estado posee su propio contralor nombrado por el Parlamento regional.[1]